# Rufina Peter
Pour les articles homonymes, voir Peter.
Rufina Peter, née vers 1970, est une économiste et femme politique papou-néo-guinéenne.

## Biographie
Issue d'une famille de huit enfants et fille d'un aide-soignant, elle naît quelques années avant l'indépendance de la Papouasie-Nouvelle-Guinée vis-à-vis de l'Australie et grandit dans un village de la chaîne Owen Stanley. Sa mère souhaite qu'elle quitte l'école pour aider aux tâches domestiques après son enseignement primaire, mais son père insiste qu'elle puisse bénéficier d'un enseignement secondaire. La famille ayant peu d'argent, elle travaille pour aider son père à financer sa scolarité. Elle obtient par la suite un Master d'Économie et devient économiste spécialisée dans le domaine agricole, travaillant à la fois dans le service public et dans le milieu de la banque,.
Candidate malheureuse aux élections législatives de 2012 et de 2017, elle est élue députée et gouverneure de la Province centrale aux élections de 2022, avec l'étiquette du parti Congrès national populaire. Elle devient ainsi la huitième femme seulement à siéger au Parlement national, après Josephine Abaijah (1972-1982 et 1997-2000), Nahau Rooney (1977-1987), Waliyato Clowes (en) (1977-1982), Carol Kidu (2002-2012), Delilah Gore (2012-2017), Loujaya Kouza (2012-2017) et Julie Soso (2012-2017),,. Peu après, Kessy Sawang est élue députée de la circonscription de la Côte de Rai, devenant la neuvième femme députée de l'histoire du pays et portant à deux le nombre de femmes au Parlement pour cette nouvelle législature.